# 20º Battaglione meccanizzato "Monte San Michele"
Il 20º Battaglione meccanizzato "Monte San Michele" è stato un reparto della disciolta Brigata meccanizzata "Brescia" di stanza come sua ultima sede prima dello scioglimento nella caserma "Achille Papa" di Brescia.
È stato l'erede delle tradizioni del 20º Reggimento fanteria "Brescia" la cui storia si fuse con quella della Brigata "Brescia" della quale fece parte fin dalle origini.

## Storia
Il 20º Reggimento fanteria "Brescia" da cui il battaglione prese il nome, venne costituito come formazione regolare nell'ambito dell'Esercito sabaudo il 16 settembre 1848 con volontari lombardi. Il reggimento viene sciolto nel maggio 1849 dopo la battaglia di Novara. Il 1º novembre 1859 si formò la Brigata "Brescia" con i ricostituiti 19º Reggimento Fanteria e 20º Reggimento Fanteria.
Il reparto fu impegnato nella prima e nella terza guerra di Indipendenza combattendo nella battaglia di Custoza e a Santa Lucia del Tione, alla presa di Roma del 1870, nelle guerre coloniali, in Eritrea nel 1896 e nella conquista della Libia del 1911.

### Nella prima guerra mondiale (1915-1918)
Durante la prima guerra mondiale il 20° opera sul fronte carsico: nel 1915 a Bosco Cappuccio, a Castelnuovo, sul Monte San Michele, nel 1916 ancora sul San Michele e poi a San Martino del Carso, Opacchiasella, Castagnevizza, ; nel 1917 sul Dosso Faiti e poi nel ripiegamento di tutto il fronte.

Nel 1918 il 20° è in Francia inquadrato nel II Corpo d'armata italiano del Generale Alberico Albricci. Combatte a Bligny, allo Chemin des Dames, nella valle dell'Ardre ed a Sissonne.

### Nella seconda guerra mondiale (1939-1945)
Con la riorganizzazione del 1926 fu inquadrato nella Divisione "Sila" partecipando alla campagna d'Etiopia nel 1935-'36.
Dal 1939 entro' a far parte della 27ª Divisione fanteria "Brescia" imperniata sul 19º e 20º reggimento fanteria Brescia e sul 55º reggimento artiglieria.
Nel secondo conflitto mondiale il 20° è schierato in Africa Settentrionale e prende parte alle operazioni dell'assedio di Tobruk, poi a Bardia, Sollum, Sidi el Barrani, Marsa Matruh ed infine alla battaglia di El Alamein, dove fu completamente distrutto dagli attacchi inglesi.
A seguito di questi eventi il 7 novembre 1942 il reggimento fu disciolto.

## Tempi recenti
Il 1º settembre 1975 in attuazione del riordinamento dell'Esercito Italiano venne costituito il 20º Battaglione "Monte San Michele" che ereditò le tradizioni del reggimento. Inizialmente inquadrato nella Brigata meccanizzata Brescia della Divisione "Mantova" - V Corpo d'armata sopravvisse allo scioglimento della divisione del 1986 e sempre all'interno della Brg. Brescia, inquadrata nel III Corpo d'armata restò operativo fino al 1991, quando fu definitivamente disciolto.

## Insegne e Simboli
- Il Reggimento indossa il fregio della Fanteria (composto da due fucili incrociati sormontati da una bomba con una fiamma dritta).
- Le mostrine del reggimento sono rettangolari di colore scarlatto con banda centrale nera. Alla base della mostrina si trova la stella argentata a 5 punte bordata di nero, simbolo delle forze armate italiane.

## Onorificenze
Si riassumono qui di seguito le onorificenze ricevute:

### Comandanti
Nel tempo si sono succeduti al comando del Reparto:
- Ten. Col. Pasquale Capuccilli (1975 - 1976)
- Ten. Col. Mario Camassa (1976 – 1977)
- Ten. Col. Amadis Manca (1977 – 1979)
- Ten. Col. Michele Fredella (1979 – 1981)
- Ten. Col. Guido Bonaldo (1981 – 1982)
- Ten. Col. Raffaello Graziani (1982 – 1983)
- Ten. Col. Sergio Tentarelli (1983 – 1984)
- Ten. Col. Guido Fenelli (1984 – 1985)
- Ten. Col. Biagio Schilirò (1985 – 1986)
- Ten. Col. Ferruccio Donzelli (1986 - 1988)
- Ten. Col. Ettore Magliocchetti (1988 - 1989)
- Ten. Col. Franco Lai (1989 - 1991)